# Oh Mercy
Oh Mercy är ett musikalbum av Bob Dylan som släpptes den 22 september 1989. Alla låtar är skrivna av Bob Dylan och albumet är producerat av Daniel Lanois. 
Skivan anses ofta vara den främsta Dylanskivan från 1980-talet. Låten "Most of the Time" fick ny aktualitet och publik genom filmen High Fidelity. Låtarna "Series of Dreams" och "Dignity" spelades in under denna period, men utelämnades från skivan och släpptes först senare.

## Låtlista
Låtarna skrivna av Bob Dylan.
1. "Political World" – 3:43
2. "Where Teardrops Fall" – 2:30
3. "Everything Is Broken" – 3:12
4. "Ring Them Bells" – 3:00
5. "Man in the Long Black Coat" – 4:30
6. "Most of the Time" – 5:02
7. "What Good Am I?" – 4:45
8. "Disease of Conceit" – 3:41
9. "What Was It You Wanted" – 5:02
10. "Shooting Star" – 3:12

## Listplaceringar
| Lista (1989)   | Position            |
| -------------- | ------------------- |
| Australien     | 26                  |
| Finland        | 26                  |
| Frankrike      | 42                  |
| Kanada         | 23 (RPM)            |
| Nederländerna  | 58                  |
| Norge          | 6 (VG-lista)        |
| Nya Zeeland    | 15                  |
| Storbritannien | 6 (UK Albums Chart) |
| Sverige        | 15 (Topplistan)     |
| USA            | 30 (Billboard 200)  |
| Västtyskland   | 37                  |